# 726

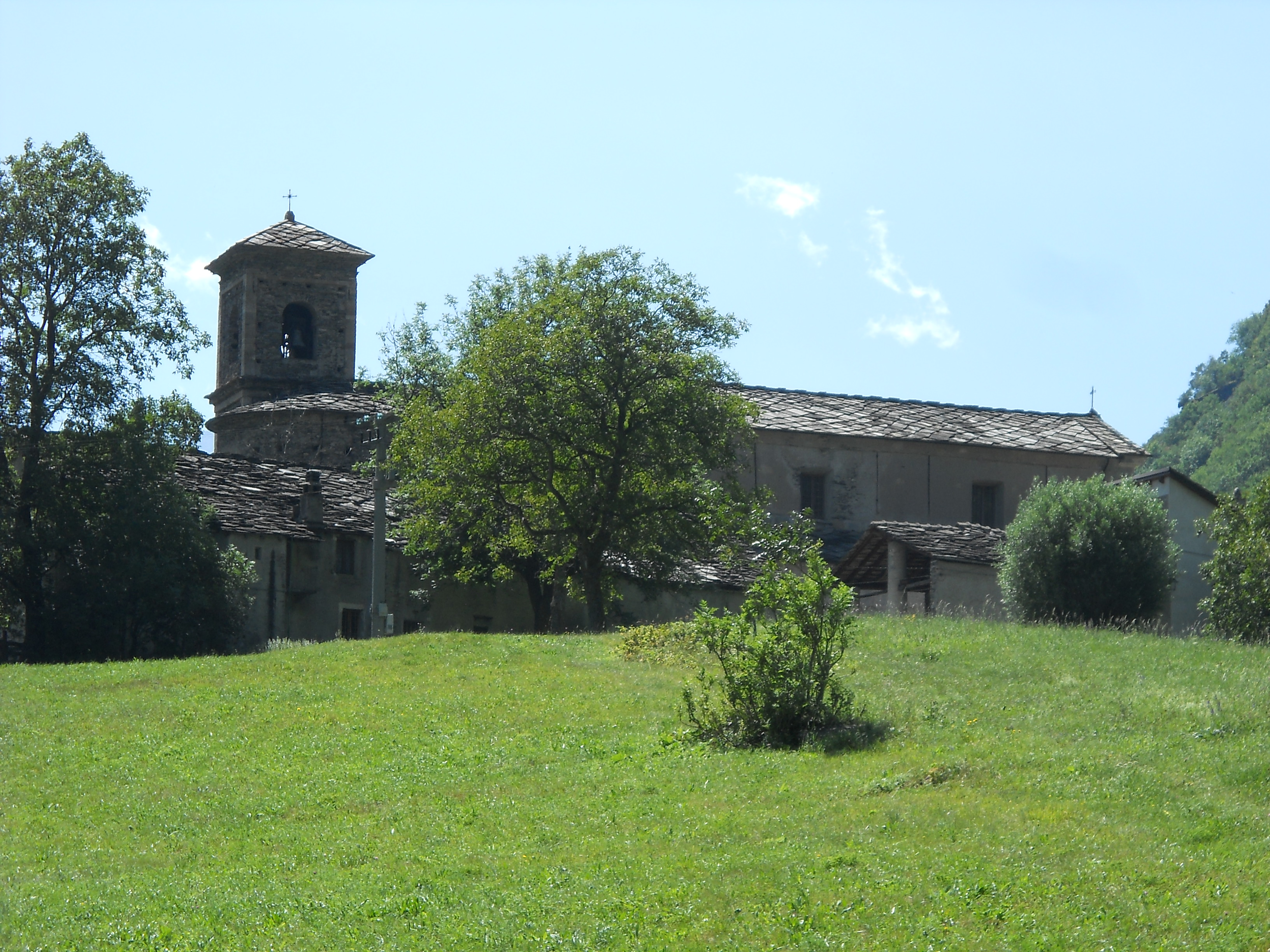
De Abdij van Novalesa in Piëmont (Italië)

Het jaar 726 is het 26e jaar in de 8e eeuw volgens de christelijke jaartelling.

## Gebeurtenissen

### Byzantijnse Rijk
- Keizer Leo III vaardigt een iconoclastisch besluit uit en gelast dat alle iconen uit Byzantijnse kerken worden verwijderd. Hij geeft opdracht een beroemd icoon van Christus die boven de paleispoort in Constantinopel hangt, te verwijderen en te vernielen. De bestrijding van de beeldenverering vormt een bedreiging voor de eenheid in het Byzantijnse Rijk en leidt tot het aftreden van Germanus I, patriarch van Constantinopel (of 730).

### Brittannië
- Koning Ine van Wessex treedt af na een regeerperiode van 38 jaar. Hij vertrekt voor een pelgrimage naar Rome en wordt opgevolgd door zijn zwager Æthelheard.

### Europa
- De Arabieren onder leiding van Abdul Rahman Al Ghafiqi voeren een plunderveldtocht in Bourgondië. De steden Avignon, Viviers, Valence, Vienne en Lyon worden verwoest. (waarschijnlijke datum)
- De Vikingen graven het Kanhave-kanaal uit op het Deense eiland Samsø. De vaarweg wordt gebruikt door kleine schepen die het handelsverkeer in het Kattegat domineren. (waarschijnlijke datum)

## Geologie
- Een vulkaanuitbarsting op het eiland Thera (Egeïsche Zee) veroorzaakt een rampzalige vloedgolf.

## Religie
- Stichting van de benedictijnse Abdij van Novalesa in Piëmont (Noord-Italië).

## Geboren
- Grifo, Frankisch hertog en zoon van Karel Martel (waarschijnlijke datum)
- Paulinus II, patriarch van Aquileia (waarschijnlijke datum)

## Overleden
- Oda van Brabant, Schots kluizenares (waarschijnlijke datum)